# Sonneborn (Barntrup)

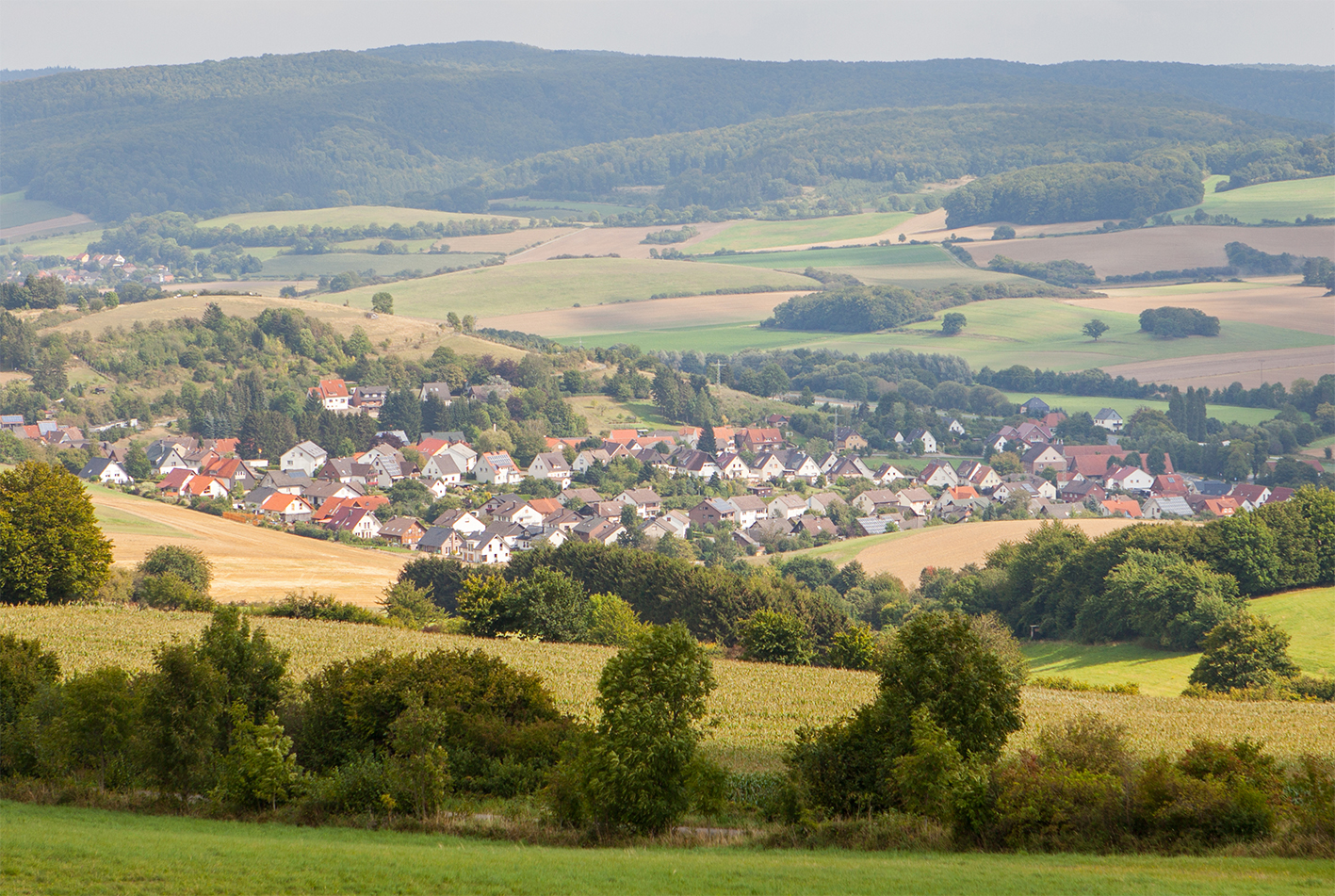
Sonneborn, Ansicht von Westen

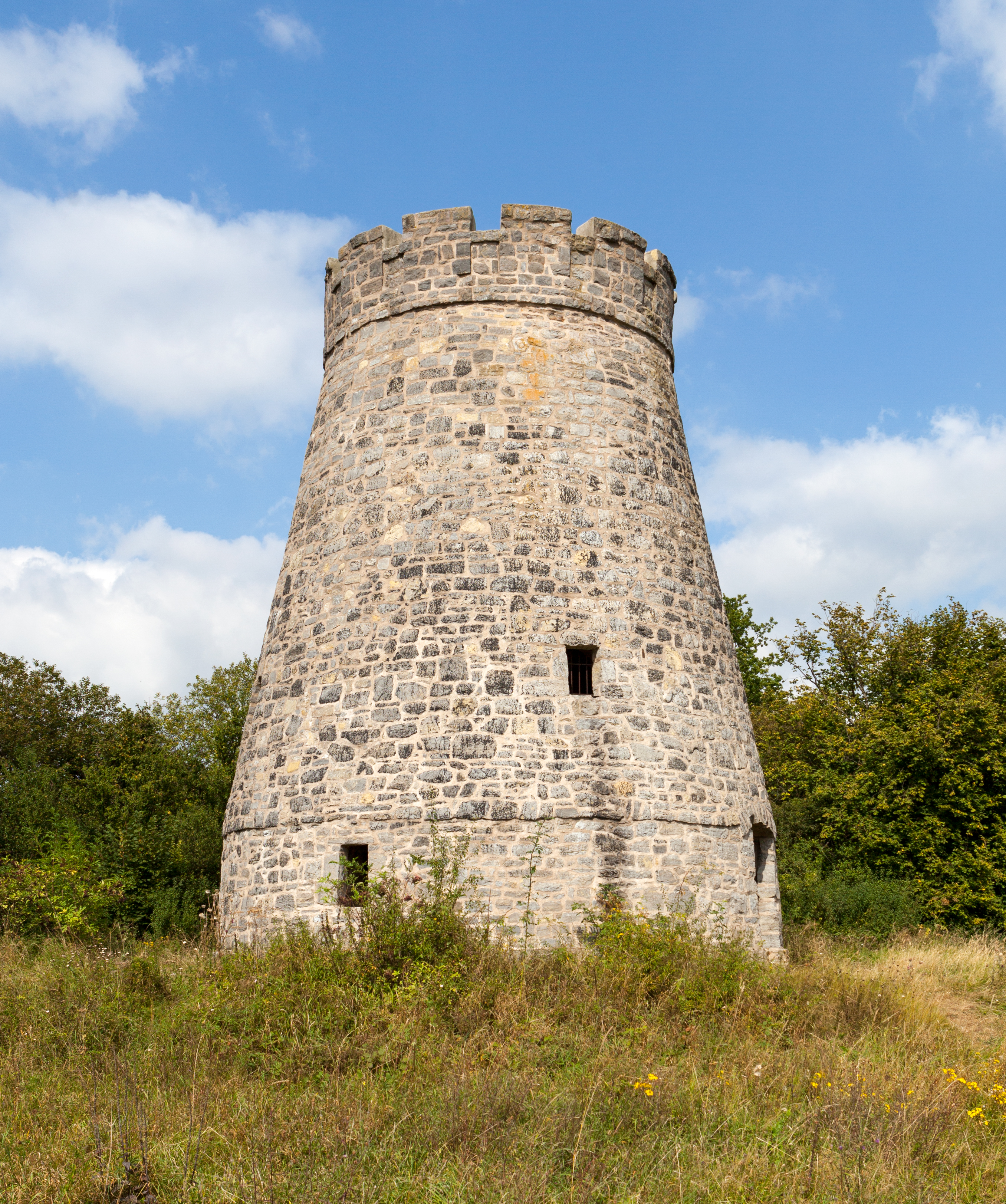
Windmühlenstumpf im Naturschutzgebiet Biotopkomplex am Mühlenturm westlich vom Dorf

Sonneborn ist ein Ortsteil der lippischen Stadt Barntrup in Nordrhein-Westfalen.

## Geographische Lage
Sonneborn liegt im Ostteil des Kreises Lippe im Lipper Bergland. Im Osten des Naturparks Teutoburger Wald / Eggegebirge befindet es sich rund dreieinhalb Kilometer nordöstlich des Barntruper Kernorts und etwa einen Kilometer nordwestlich der Grenze zu Niedersachsen mit der entlang der Grenze verlaufenden und das Dorf südlich tangierenden Bundesstraße 1. Nordwestlich liegt der Saalberg bei Barntrup (342,9 m ü. NN) und nordöstlich der Saalberg bei Aerzen (266,4 m ü. NN). Bei Sonneborn entspringt der kleine Humme-Zufluss Grießebach.

## Geschichte
Sonneborn wurde im 13. Jahrhundert erstmals urkundlich erwähnt, man vermutet jedoch, dass schon über 250 Jahre früher bereits eine Ansiedlung existierte. Unter der Herrschaft der Fürsten zu Lippe wurde die Ansiedlung verpfändet.
Beim großen Dorfbrand im Jahr 1650 brannten fast alle Höfe nieder.
Der Boden in Sonneborn war landwirtschaftlich nicht gut nutzbar. Die Tiere der Bewohner wurden auf Gemeinschaftsflächen, Huden genannt, geweidet. Das geerntete Korn wurde auf den Saalberg bei Barntrup gebracht, wo sich im 18. und 19. Jahrhundert eine Windmühle befand. 1928 wurde sie zum Aussichtsturm umgebaut – bekannt als Windmühlenstumpf und Windmühlenpott.
1952 wurde in Sonneborn eine Schule in Eigenleistung errichtet. In den 1970er Jahren wurde sie wieder geschlossen. In dem Gebäude richteten die Bewohner ein Dorfgemeinschaftshaus ein.
Am 1. Januar 1969 wurde der Ort in die Stadt Barntrup eingegliedert.

### Einwohnerentwicklung
| Jahr      | 1860 | 1939 | 1962 | 2009 |
| Einwohner | 788  | 809  | 1077 | 1070 |
| --------- | ---- | ---- | ---- | ---- |

## Religion
Die Bevölkerung in Sonneborn ist, wie in Lippe üblich, mehrheitlich evangelisch-reformiert. Die Evangelische Kirche Sonneborn gehört zur Klasse Bösingfeld der Lippischen Landeskirche.

## Naturschutz
Am nördlichen Dorfrand liegen die beiden Teilflächen vom Naturschutzgebiete Hecken- und Grünlandkomplex auf der Sonnenborner Hochfläche und dem Knappberg direkt am Dorf. Östlich und westlichen liegen die beiden Teilflächen vom Landschaftsschutzgebiet Hecken- und Grünlandkomplex Sonneborn am Dorf. Sonst ist Sonnenborn vom Landschaftsschutzgebiet Lipper und Pyrmonter Bergland umgeben.

## Öffentliche Einrichtungen
Der Löschzug Sonneborn gehört zur Freiwilligen Feuerwehr Barntrup.